# Knabe Verlag Weimar
Der Knabe Verlag Weimar ist  ein  Verlag mit Sitz in Weimar. Er bestand von 1932 bis 1983. 2007 wurde er wiederbelebt.

## Geschichte und Gegenwart
Karl Friedrich Knabe gründete nach mehrjähriger Verlagsdirektorentätigkeit für den Panses Verlag Weimar im Lutherhof 1932 die Weimarer Druck & Verlagsanstalt Gebrüder Knabe. Der Verlag mit Druckerei und Buchbinderei produzierte bis 1945 einheimische Belletristik. 
Nach dem Krieg versuchten die Brüder Gerhard und Wolfgang Knabe einen Neustart. Es erschien zunächst das Kleine Fremdwörter-Verdeutschungs-Buch von Gerhard Knabe. Einige Zeit später erschien das Bunte Spielzeugdorf, ein Kinderbuch mit Zeichnungen von Horst Michel, damals Professor an der Hochschule für Baukunst und bildende Künste in Weimar. Es folgten Kinderbilderbücher wie Ein Sommertag beim Bienenvolk, bis bei der Lizenzvergabe für die Arbeitsgemeinschaft Thüringer Verleger das Profil auf die Altersklasse 8–16 Jahre festgelegt wurde. Die Lizenz für die Arbeitsgemeinschaft Thüringer Verleger wurde im Frühjahr 1953 aufgehoben, die Gebrüder Knabe erhielten keine Einzellizenz.
Nach dem Aufstand vom 17. Juni 1953 erhielt der Knabe-Verlag eine Lizenz für Kinder- und Jugendliteratur für die Altersstufen von 8 bis 16 Jahren einschließlich des Berufsschul- und Oberschulalters, besonders Erzählungen und Romane, sowie historische Biographien. Der Verlag firmierte unter Gebrüder Knabe Verlag. Vor allem die Reihe Knabes Jugendbücherei seit 1949 machte den Verlag überregional bekannt.
Symbole des Verlags waren Knabenkraut und Hummel. Von 1945 bis 1983 erschienen etwa 300 Titel von über 100 Autoren. Künstler wie Walther Klemm, Fritz Lattke, Engelbert Schoner, Werner Wagner und Hans Wiegandt illustrierten Bücher und gestalteten die für die Reihe charakteristischen Einbände. Fünf Titel von Selber druckte der Rowohlt Verlag in der »rororo rotfuchs« Serie in den Jahren 1972–1984 nach.
1961 starb Gerhard Knabe. Nach dem Tod des jüngeren Bruders Wolfgang Knabe 1984 wurde der Verlag aufgelöst und ging in den Postreiterverlag über. Das Verlagsarchiv gilt als verschollen.
2007 haben Steffen Knabe, ein Urenkel des Gründers, sowie Denis Wollenhaupt und andere „die noch bestehende Marke“ wiederbelebt. So hofft Knabes Jugendbücherei auf eine Renaissance des großen Erfolgs bei heutigen Eltern, größtenteils mit Neuauflagen.
Im März 2011 beabsichtigte der Knabe Verlag Weimar, eng mit dem Greifenverlag zusammenzuarbeiten und Synergieeffekte in Pressearbeit, Vertrieb, Event-Management und Verlagsauslieferung anzustreben. Seit dessen Insolvenz wird der Greifenverlag als Imprint weitergeführt. Im März 2014 erschien mit Reinhard Griebners Mauerspechte die erste Neuerscheinung in Knabes Jugendbücherei nach 30 Jahren. 2015 übernahm der Verlag die Buchhandlung „Die Eule“ in Weimar als Verlagsbuchhandlung. 2016 erfolgte die Übernahme und Einführung der Imprints Tourist Verlag, Greifenverlag und Burghügelverlag. Im Jahr 2021 belebte wurde die Krimi-Reihe Greifenkrimi als Imprint-Serie wiederbelebt.
2009/2010 zeigte das Stadtmuseum Weimar im Bertuch-Haus eine Sonderausstellung mit einer umfassenden Werkschau des Verlags.

## Autoren (Auswahl)
- Walter Basan
- Walter Conrad
- Herta Fischer (1915–1993)
- Hans Jürgen Geerdts
- Wolfgang Held
- Rainer Hohberg
- Walter Paul Kettel
- Hans-Günter Krack (1921–1964)
- Antonia Kraus
- Hanns Krause
- Bodo Kühn
- Fritz Lattke
- Lori Ludwig
- Hans Joachim Malberg
- Astrid Miglar
- Inge Müller
- Heinrich Wolfgang Seidel
- Martin Selber
- Harry Thürk
- Kurt Türke
- Rudolf Weiss
- Reinhard Griebner